# 한국농수식품무역협회
한국농수식품무역협회는 농림축산물 및 가공식품 수출발전을 위한 교육·훈련·지도사업, 가공산업 발전을 위한 조사 및 연구사업을 목적으로 2007년 3월 8일 설립된 대한민국 농림수산식품부 소관의 사단법인이다. 사무실은 서울특별시 서초구 양재동 232, aT센터 1303호에 있다.

## 주요 사업
- 농수산무역대학 운영
- 농수산식품 종합무역상사 역할 수행
- 정기 수출포럼
- 수출확대 전략 세미나
- 농식품 수출컨설팅